# VI. Adorján pápa
VI. Adorján (eredeti nevén: Adriaan Florenszoon Boeyens; Utrecht, 1459. március 2. – Róma, 1523. szeptember 14.) a 218. római pápa 1522-től haláláig. 1978-ig, II. János Pál pápa megválasztásáig ő volt az utolsó nem olasz származású pápa.
VI. Adorján a pápaság történetének egyik legsötétebb szakaszában foglalhatta el az egyház legmagasabb hivatalát. Adorján, aki egyházfői beiktatásakor járt életében először Itália földjén, teljesen üres kincstárat és hatalmas adósságokat, illetve égető problémákat örökölt Szent Péter trónjával. A későbbi krónikák alig győzték lajstromba venni, hogy a repedező egyház szervezeti, erkölcsi és hatalmi válságait milyen területeken kellett volna alapvetően megreformálni. A Németországban dúló reformáció, a keresztény Európát egyre jobban fenyegető Oszmán Birodalom, az itáliai hercegek és a leghatalmasabb európai uralkodók állandó szembenállása és háborúzása, valamint a korrupt egyház gondjainak megoldása egyenként is komoly megmérettetést jelentett volna. Ráadásul Adorjánnak meg kellett küzdenie a számára ismeretlen római környezettel, a Kúria pénzügyi gondjaival és azzal is, hogy az egyház élére a Szent Kollégium 63 évesen választotta meg. Adorján művelt, tanult ember lévén kezdte felismerni az egyházi szervezet változtatásának szükségességét, de még mindig nem volt képes felmérni a Luther Márton által indított reformáció igazi súlyát. Rövid pontifikátusa ugyan előrelépést jelentett X. Leó pápa uralkodásához képest, de több jellemző miatt sem jelentett igazi áttörést a problémák kezelésében. Többek között ide tartozott a rövid regnálás is.

## Élet távol Itáliától

### A bölcsőtől Leuven katedrájáig
Eredetileg Adriaan Florenszoon Boeyens néven látta meg a napvilágot 1459. március 2-án a mai Hollandia területén fekvő Utrecht városában. Eredeti nevét illetően a források nem egyeznek meg teljesen. Egyrészt meg kell jegyezni, hogy a Florenszoon név helyett gyakran csak Florensz vagy Floris látható, de vannak olyan források is, amelyek Adriaan Dedel néven emlegetik a holland származású egyházfőt. Családja korántsem tartozott a legtehetősebb németalföldi famíliák közé, apja Florentius Boeyens (vagy Dedel) ácsként dolgozott. Korán elveszítette édesapját, ezért özvegyen maradt édesanyjára hihetetlen teher hárult, önerőből a gyermek Adriaan taníttatása. Először szülővárosában kezdett tanulni, ahonnan az alapok elsajátítása után az Egyszerű Élet Testvérei nevezetű katolikus rendhez csatlakozott. A testvérek Zwollében vagy Deventerben taníttatták a tehetséges gyermeket. A testvériségnél eltöltött évek megmutatták Adriaan kivételes képességeit, kiváló logikáját, és mindenekelőtt a katolikus értékek tisztelőjévé tették őt.
Amikor a tanulóévek lassan lejártak, anyja már nem volt képes tovább finanszírozni tanulmányait. Viszont kivételes tehetségével felhívta magára a figyelmet, és a testvérek segítségével megnyerte Burgundiai Margit támogatását. A kiváló mecénással a Leuveni Katolikus Egyetem hallgatója lett, ahol 1491-ben doktorált filozófia, teológia és jogi szakon. Tanulmányainak befejeztével az egyetemen maradt tanítani. A leuveni Szent Péter-templom dékánja, majd az egyetem kancellárja, s évek múltán az egyik legelismertebb professzora lett. A tanári évek során több könyvet is írt, így a Commentarius in Lib. IV Sententiarum Petri Lombardi (1512), vagy a Quaestiones quodlibeticae (1521) című művét, amelyeket hallgatói tudta nélkül adtak ki jóval azután, hogy Adriaan megírta őket. Tanítványai között találhatjuk Rotterdami Erasmust is.

### V. Károly tanítómestere

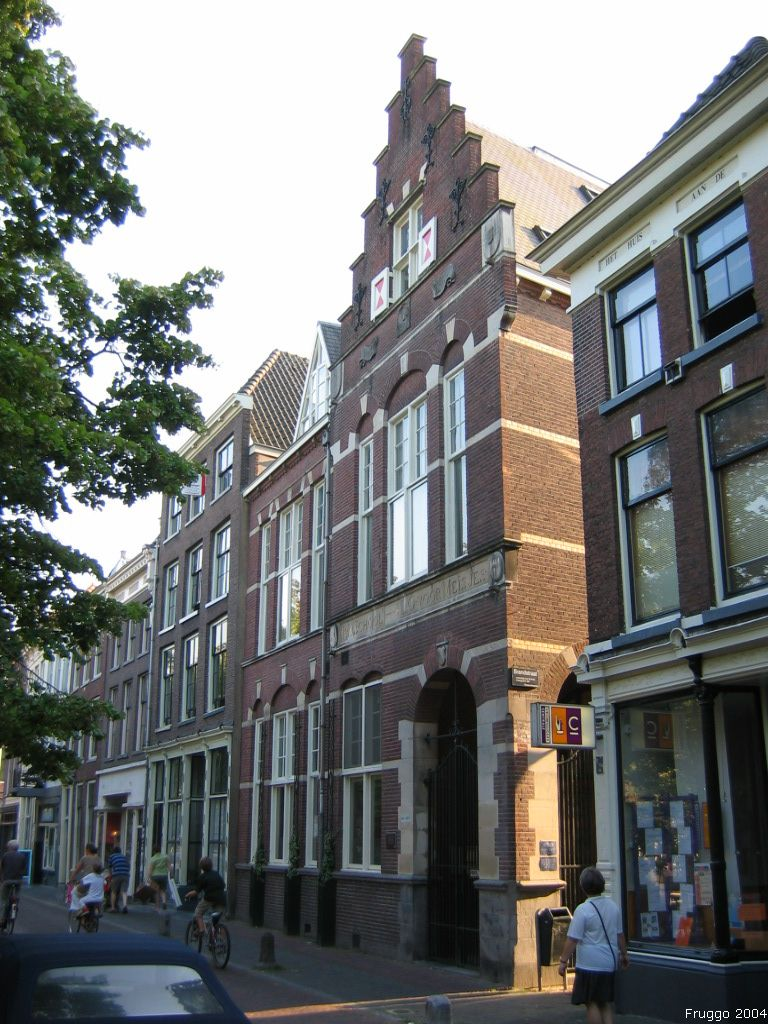
VI. Adorján szülőháza Utrechtben

A kiváló tanítómester híre gyorsan elterjedt a Német-római Birodalom területén, így amikor I. Miksa német-római császár 1506-ban nevelőt keresett unokája, a későbbi V. Károly mellé, nem is csoda, hogy őt választotta ki e nemes feladatra. A genti születésű Károlyt a császári udvarban oktatta az egyetemen is bevált módszerekkel. A szigorú katolikus tételeket Adriaan felszabadultabb módon magyarázta el a gyermeknek. A felcseperedő királyi sarj legbensőségesebb barátjává vált az évek múlásával. 1515-ben Károllyal tartott Spanyolországba, hogy a Habsburg-ház diplomáciai érdekeit képviselve elismertesse Károly jogait a spanyol trónra. Az 1516-os koronázás után Adriaan a toledói udvarban maradt, ahol Károly kinevezte a közeli Tortosa püspökének. 1516. november 14-én az uralkodó kezdeményezésére az egyik legnagyobb spanyol egyházi méltóságot is elnyerte, ekkor Károly az aragóniai inkvizíció élére nevezte ki egykori tanítómesterét. Szintén Károly nyomására 1517-ben X. Leó a tortosai Szent János és Pál-templom bíborosává szentelte fel.
V. Károly kiskorúságának idején a spanyol területek felett Adriaan és Francisco Jimenez de Cisneros bíboros uralkodtak régensként. Amikor Jimenez bíboros meghalt, Károly is jogerősen trónra léphetett, és 1518. március 14-én kinevezte Adriaant az egyesült Aragónia és Kasztília inkvizíciójának élére. Ezt a posztot egészen pápává választásáig megőrizte. 1519-ben Károly örökölte a német-római császári koronát is. Ettől kezdve Adriaan tanítványa Európa óriási része fölött uralkodhatott. A megnövekedett birodalom problémái 1520-ban Hollandiába szólították a császárt, aki ekkor régensként Adriaanra bízta Spanyolország irányítását. A kétéves regnálás során a későbbi egyházfőnek nem volt egyszerű dolga, hiszen ekkor tört ki a spanyol királyi hivatali rendszer ellen az úgynevezett comuneros-lázadás.

## Pápaság a gondok árjában

### Az utolsópontefice barbaro
A Medici-pápa halála után az összeülő konklávé vezető alakja Giulio de'Medici bíboros volt. A legtöbben őt várták az egyház élére, de a bíborosi kollégium francia és német pártra bomlása sokáig semmiféle eredményt nem hozott. Végül 1522. január 9-én hosszas egyezkedés után a konklávé egységesen a holland bíboros mellett döntött. Amikor a Szent Péter téren kihirdették a szent kollégium döntését, mindenkit meglepett a hír. Ez alól nem volt kivétel V. Károly, de még maga Adriaan sem. A váratlan megtiszteltetésnek a császár nagyon megörült, hiszen a francia és a Habsburg hatalom már évtizedek óta küzdött egymással az itáliai főhatalom megszerzéséért, és Adriaan pápai hivatala a németek javára dönthette el a vetélkedést. Ezzel szemben I. Ferenc, francia uralkodó már nem lelkesedett annyira Károly nevelőjének megválasztásáért. Adriaan még el sem indult Spanyolországból, amikor a francia uralkodó megfenyegette az új egyházfőt, hogy az avignoni fogsághoz hasonló egyházszakadást fog elindítani, ugyanis nem ismeri el a bíborosok döntését. Fenyegetéseinek nyomatékosítására Rómába küldött egy fegyveres követséget is. Adriaan megválasztása tehát felkavarta a korabeli politikát.
A nagy távolság és a hírek lassú terjedése miatt Adriaan csak augusztus 29-én érkezett meg az örök városba, ahol két nappal később pompás ceremónia mellett felszentelték az egyház legmagasabb hivatalába, ekkor vette fel a VI. Adorján uralkodói nevet. A modern pápák közül egyébként rajta kívül csak II. Marcell pápa vette fel az eredeti nevét regnálásához. Ezzel gyakorlatilag véget is ért rövid pontifikátusának diadalmas része. A pompás ünnepségek után a pápának az üresen kongó kincstárral és a követelőző hitelezőkkel kellett farkasszemet néznie. Tulajdonképpen az égető pénzügyi gondok megoldása nélkül nem is foghatott hozzá más fontos feladataihoz.

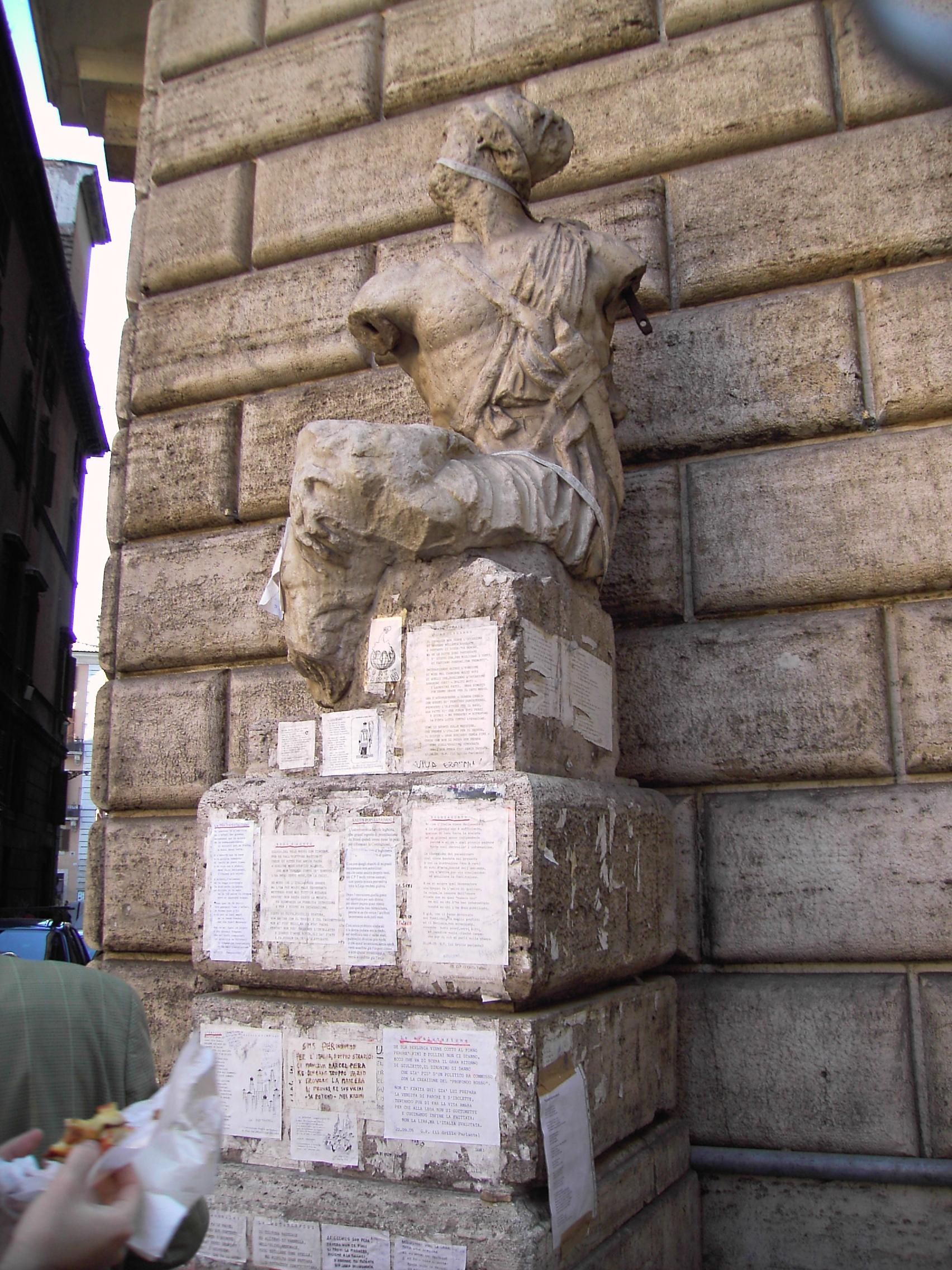
A „beszélő szobor”, a Pasquino ma

Szigorú takarékoskodásba fogott. A Vatikán X. Leó után merőben más képet mutatott Adorján beköltözése után. Az új egyházfő szerette a művészetet, de a megszorításoknak a kritikátlan egyházi mecenatúra esett legelőször áldozatul. A Leó által Rómába csődített töménytelen tehetséges és gyakran tehetségtelen író, költő, zenész, táncos, komikus, festő és szobrász Adorján vasszigora alatt egy fityinget sem kapott. A vérmes és kifinomult művészek pedig nem fukarkodtak a bántó megjegyzésekkel. Az örök város komikus bábjátékainak és vicceinek lassanként a pápa vált legfőbb célpontjává. A krónikák leírása alapján a Piazza Pasquinón álló, úgynevezett „beszélő szobor” okozta a legtöbb fejfájást Adorjánnak. A magas talapzatra emelt szobor, amely eredetileg a Patroklosz holttestét tartó Menelaoszt ábrázolja, gyakran adott helyet a pápát kifigurázó előadásoknak. A talapzaton több gúnyvers is megjelent, és az emelvényen gyakran komédiáztak őszentségéről. A Vatikánból kisemmizett nagyrészt semmirekellő komédiások annyira felidegesítették a pápát, hogy az állítólag a Tiberisbe akarta vettetni a szobrot, és csak egy becses író barátjának rábeszélésére mondott le terveiről.
Második lépésben a bíborosok és más főpapok juttatásait nyirbálta meg, hogy így csökkentse a kincstár tetemes hiányát. Ezért aztán a Kúria is a csúfolódó római nép pártjára állt. A szerencsétlen egyházfőről elterjesztették, hogy egy rideg északi professzor, aki utálja a művészeteket, nem képes értékelni a szépséget. Innen már igazán kis lépést kellett a közvéleménynek tennie ahhoz, hogy az Itália határaitól távol született Adorjánt barbárnak nevezzék. Uralkodására a krónikák egyre gyakrabban használták a pontefice barbaro kifejezést, azaz a barbár pontifexet (pápát). Érdekes megjegyezni, hogy a bíborosok között is népszerű kifejezés olyannyira beivódott, hogy Adorján halála után 455 éven keresztül nem választottak nem itáliai származású pápát. Utána az első nem-itáliai pápa a lengyel (szent) II. János Pál pápa volt.
Adorján az ellenséges környezetben akkor érezhette igazán egyedül magát, amikor kiderült, hogy V. Károly birodalmi terveihez akarja felhasználni egykori tanítómestere pápai hivatalát. Amikor Adorján kijelentette, hogy független politikát akar, megromlott a császár és a pápa kapcsolata is. Pedig Adorján egyik legfőbb célkitűzése volt, hogy a keresztény világot újra egyesítse, ugyanis az ambiciózus I. Szulejmán oszmán szultán Nándorfehérvár elfoglalása után komolyan fenyegette Rodoszt, az egyik utolsó keresztény védőbástyát a Földközi-tenger medencéjében. Miközben a törökök elleni hadjárat érdekében szövetséget kötött a császárral Franciaország ellen, 1522. október 24-én a johanniták által hősiesen védelmezett Rodosz elesett.
Adorján német-római származású volt, éppen ezért azt lehetne feltételezni róla, hogy pontosan tisztában volt a reformáció súlyával és jelentésével. Ezzel szemben pápaként ő is azok közé tartozott, akik csak a sötétben tapogatóztak a témával kapcsolatban. A nagy német polgári és parasztfelkelések mindazonáltal a reform irányába mozdították el Adorjánt. Pontosabban csak mozdították volna, ugyanis a pápa minden igyekezete ellenére a bíborosok az úgynevezett katolikus reformációt megvétózták. Az a tény, hogy Adorján félreértelmezte a Luther által képviselt érdekeket, pontosan megmutatkozik az 1522 decemberében Nürnbergben tartott birodalmi gyűlésen felolvasott levelében, ahol Francesco Chiericati képviselte. Levelében a pápa messzemenő önkritikát gyakorolt az egyház nevében, beismerte a korábbi pápák bűneit és hibáit és esküt tett a reformokra. Úgy vélte, hogy a reformációt ezzel a beismerő vallomással meg lehet fékezni. De ez csak a lutheri mozgalom felszíni jelensége (mondhatni ürügye) volt, és nem sok köze volt a mélyebben húzódó társadalmi-politikai okokhoz.

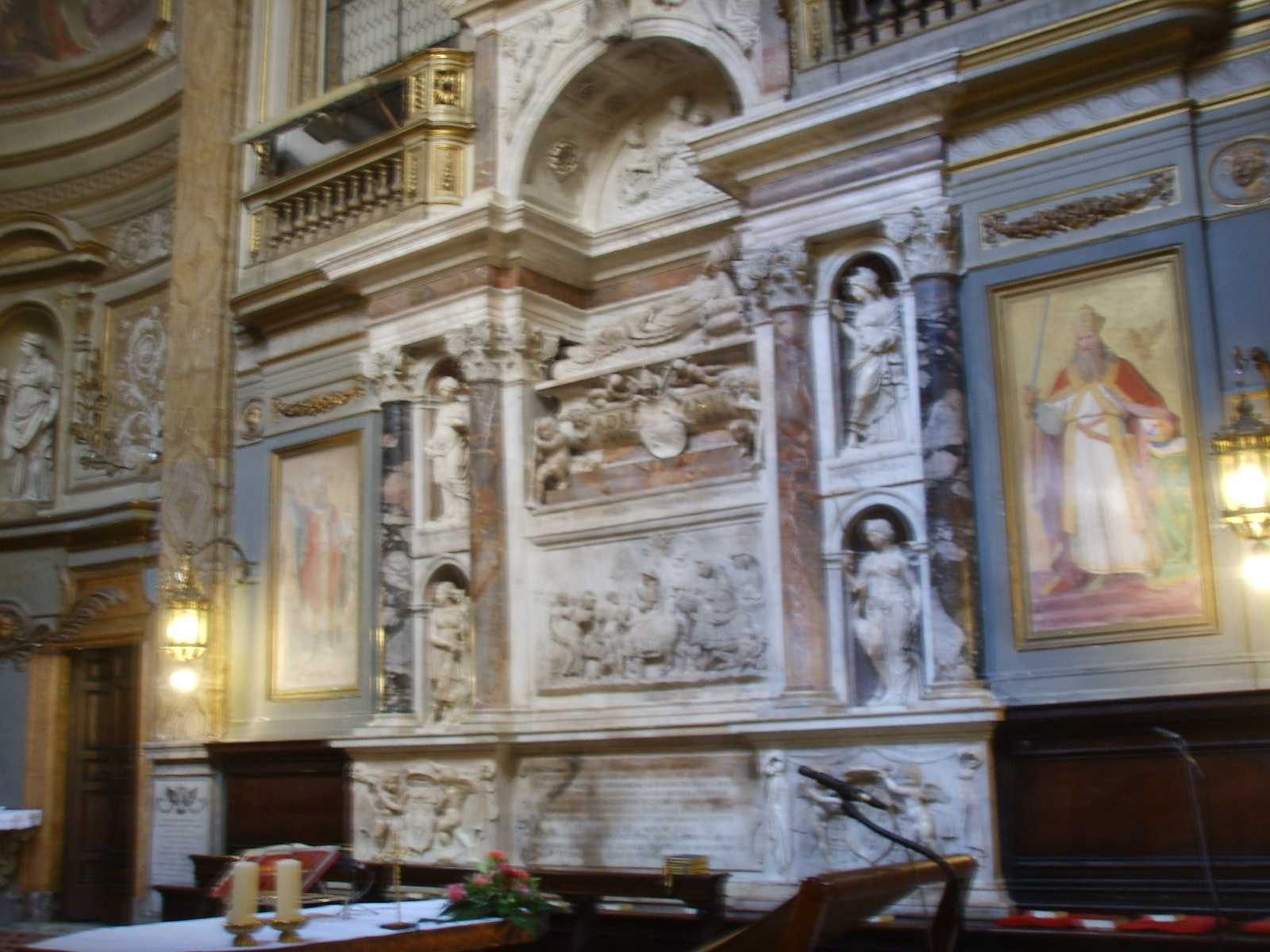
VI. Adorján síremléke a Santa Maria dell'Anima-templomban

### Adorján halála és utóélete a krónikákban
Az idős pápa egészségi állapotára leginkább a pszichikai hadviselés nyomta rá a bélyegét. A korabeli krónikák szerint Adorján nemigen bírta a római klímát, és a kimerítő szélmalomharc is nagyon megviselte. Az állandó gúnyolódás aláásta önértékelését, és mindez pontifikátusának első éve után egyre komolyabban jelentkezett egészségében. Végül 1523. szeptember 14-én halt meg Rómában. Holttestét a németek Rómában álló nemzeti templomában, a Santa Maria dell’Anima-templomban helyezték örök nyugalomra. Síremlékét egyik barátja, Wilhelm Enckenvoert készíttette, és mind a mai napig eredeti helyén látható. Sírfelirata hirdeti, hogy még a legjobb szándékú emberek is születhetnek erényeikhez méltatlan korban. (latinul: „Proh Dolor! Quantum refert in quae tempora vel optimi cujusque virtus incidat.”) Ez a mondat tulajdonképpen méltóan foglalja össze Adorján pontifikátusának lényegét. Az őt követő Medici-pápa a pápaságot újra visszarántja az erkölcsi fertőbe, és így az egyház továbbra sem lábal majd ki történelmének legsúlyosabb válságából. Adorján sem ismerte fel a reformáció igazi mélységét és jelentőségét, de az egész kúriában ő látta a legpontosabban a reformok szükségességét. Bizonyos mértékig a meg nem értett zseni szerepét osztották rá a későbbi krónikák, egyháztörténelmi írások. Főként Hollandiában sokan szinte szentként tisztelik. Végezetül álljon itt a Katolikus Enciklopédia egy találó idézete:
Ezekben az időkben valóban állítható, hogy – ugyan nem az ő hibájából – a hatodik Adorján és az ötödik Károly barátsága és kapcsolata nem tudta újraéleszteni az első Adorján és az első és legnagyobb Károly idején élt boldog napokat.

## Művei
- Documenta Catholica Omnia (latin nyelven). Cooperatorum Veritatis Societas. (Hozzáférés: 2011. december 6.)